# Landesstraße 144
Die Landesstraße 144 Nordrhein-Westfalens verbindet die Tallage Bad Honnefs mit dessen bergseitigen Stadtbezirk Aegidienberg. Sie wurde um 1855 als Teil der preußischen Bezirksstraße von Honnef über Asbach nach Altenkirchen (Westerwald) gebaut. Die Landesstraße ist auf ganzer Länge Teil der Deutschen Alleenstraße.

## Verlauf
Die Landesstraße beginnt nahe der Rheininsel Grafenwerth am Brückenbauwerk Honnefer Kreuz, das als Anschlussstelle der in Richtung Bonn vierstreifigen Bundesstraße 42 sowohl überregionale als auch regionale Bedeutung hat. Sie zieht sich ansteigend zunächst als Menzenberger Straße an der Südseite des Alten Friedhofs entlang und biegt dann nach einer Ampel links auf die senkrecht verlaufende Linzer Straße ab.
Dem kurzen Abschnitt der L 144 auf der Linzer Straße folgt nun eine sogenannte Karreelösung, bei der der Verkehr gesplittet wird: Bis Sommer 2004 verlief die Landesstraße dort allein auf der senkrecht zur Linzer Straße stehenden oberen Hauptstraße. Um die enge Hauptstraße von der starken Verkehrsbelastung zu befreien, wurde die unterhalb gelegene Mülheimer Straße im Zusammenhang mit dem Neubau der anliegenden Internationalen Hochschule 2003 ausgebaut, 2006/07 die Hauptstraße. Auf der Mülheimer Straße verläuft nun der Verkehr einseitig in Richtung Schmelztal, während der Verkehr in Richtung Tal ausschließlich auf der Hauptstraße rollt. Der Verkehr in Bergrichtung (Schmelztal) biegt dann im weiteren Verlauf der Mülheimer Straße wieder auf die dort breitere Hauptstraße ein, wo nun der gesamte Verkehr wieder in beide Richtungen fließt.
Die L 144 verläuft nun ansteigend in Bergrichtung und durchquert den Ortsteil Beuel. Als Schmelztalstraße verlässt sie am Eingang des gleichnamigen Tals den Ortsbereich von Bad Honnef. Mit mehreren teils engen Kurven führt sie am Südrand des Siebengebirges durch den Honnefer Stadtwald an der Jungfernhardt, dem Wingsberg, dem Schellkopf und dem Reisberg vorbei. Auf beiden Seiten der Straße liegen mehrere Parkplätze, verschiedene Schutzhütten sowie wenige Einzelhäuser. Nahe dem Reisberg kreuzt der Stellweg, ein geradliniger ausgebauter Schneisenweg, der vom Asberg aus im oberen Bereich des Naturparks Siebengebirge bis nach Ittenbach führt. Über weite Teile parallel zur Schmelztalstraße verläuft der Ohbach. Kurz nach dem Servatiushof tritt die Landesstraße, nunmehr als Himberger Straße bezeichnet, aus dem Wald aus und erreicht bei den zum Stadtbezirk Aegidienberg gehörenden Ortsteilen Himberg und Neichen auf 292 m ü. NHN ihren höchsten Punkt. Dort endet sie mit Abbiegemöglichkeit auf die L 143, die nach Rottbitze bzw. in den Ortskern Aegidienbergs führt.

## Geschichte
Die Landesstraße entstand an Stelle eines unausgebauten Weges zwischen Honnef und Flammersfeld, der sogenannten Rheinstraße sowie als Teil der preußischen Bezirksstraße von Honnef über Asbach nach Altenkirchen (Westerwald). Der Ausbau der Straße war im Winter 1852/53 beantragt, im März 1853 genehmigt und im Sommer 1853 begonnen worden. Einen entsprechenden Vertrag für das Teilstück durch das Schmelztal schlossen die Gemeinden Honnef und Aegidienberg im März 1854. Im Juni 1859 war die Straße bis Flammersfeld auf ganzer Länge fertiggestellt, im Januar 1860 begann man mit der Erhebung einer Nutzungsgebühr („Chausseegeld“). Eine der Hebestellen („Barrieren“), an denen das Chaussegeld erhoben wurde, befand sich im Schmelztal auf Höhe des Einsiedlertals und trug den Namen Adlerzeche (nach der gleichnamigen Grube). Nachdem 1865 die Verlängerung der Straße nach Altenkirchen eröffnet worden war, erfolgte die offizielle Umbenennung der gesamten Strecke in „Honnef–Altenkirchener Straße“.
Von Herbst 1967 bis Sommer 1968 wurde die Schmelztalstraße ausgebaut und dabei insbesondere unübersichtliche Kurven erweitert.

## Bedeutung

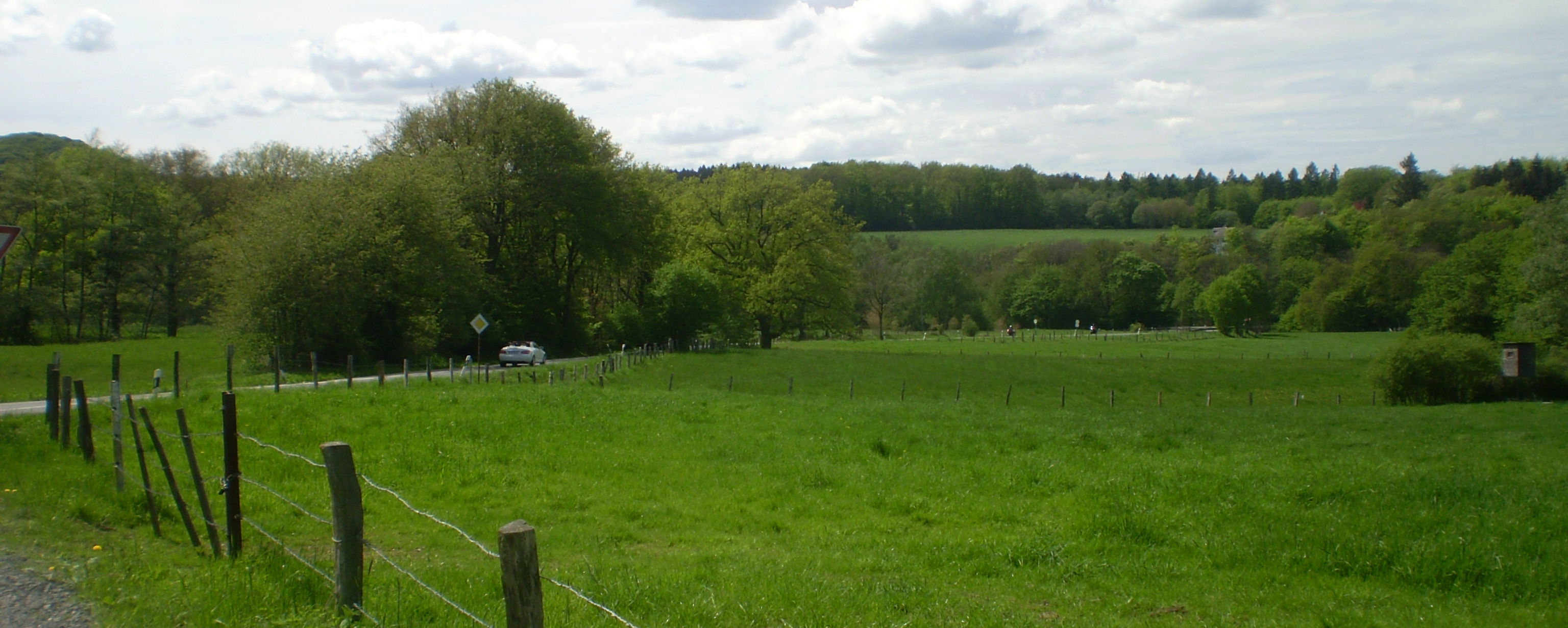
Beginn bzw. Ende der Landesstraße in Aegidienberg

Der Landesstraße 144 hat als Berg-Tal-Verbindung und als Zubringer zur Bundesautobahn 3 zwischen Köln und Frankfurt am Main eine hohe regionale Bedeutung. Die Einwohner Aegidienbergs und angrenzender Gemeinden, die zum Großteil im Talbereich Bad Honnefs und Königswinters oder auch in Bonn beschäftigt sind, nutzen sie als Pendlerstraße. Außerdem erschließt die L 144 mehrere Wanderparkplätze, von denen aus Wege in das touristisch wie für die Naherholung genutzte Siebengebirge führen. Bei der nordrhein-westfälischen Verkehrszählung 2010 wurde für die Landesstraße 144 eine tägliche Belastung von 5.000–7.500 KFZ festgestellt.